# CD4
CD4 (cluster de différenciation 4) est une glycoprotéine exprimée à la surface des lymphocytes T CD4+, des cellules régulatrices T, des monocytes, des macrophages et de certaines cellules dendritiques.

## Historique
CD4 fut découvert à la fin des années 1970. Cette protéine fut d'abord appelée Leu-3 et T4 (l'anticorps monoclonal OKT4 réagissant avec cette protéine) avant d'être rebaptisée CD4 en 1984.

## Caractéristiques & structure

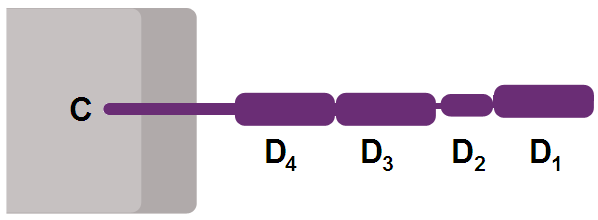
Représentation schématique d'un récepteur CD4.

CD4 est une glycoprotéine de 458 acides aminés dont le poids moléculaire est de 51 kDa chez l'homme. Cette protéine est codée par le gène CD4. Ce gène de 31 kb est constitué de 10 exons et se situe sur le chromosome 12 humain (locus 12p13.31).
Comme de nombreux marqueurs/récepteurs de surface, CD4 fait partie de la Superfamille des immunoglobulines. CD4 contient 4 domaines immunoglobuline dans sa partie extracellulaire.
- Les domaines D1 et D3 ressemblent aux domaines variables des immunoglobulines (IgV).
- Les domaines D2 et D4 ressemblent aux domaines constants des immunoglobulines (IgC).

CD4 possède également un court domaine intracellulaire (C) qui contient une séquence permettant l'interaction de CD4 avec la kinase lck.

## Fonctions
Sur les lymphocytes T qui l'expriment, CD4 est un corécepteur qui assiste le TCR lors de l'interaction de ce dernier avec le CMH de classe II d'une cellule présentatrice d'antigène (CPA). Le fragment D1 de CD4 s'attache au domaine β2 des molécules de CMH de classe II. Ce domaine ne peut pas interagir avec les molécules de classe I. À l'inverse, CD8 interagit uniquement avec les molécules de CMH de classe I. Les lymphocytes T exprimant CD4 sont donc spécifiques des antigènes présentés par les molécules de CMH de classe II.
Lors de l'interaction avec le CMH et de l'activation des lymphocytes T, CD4 amplifie le signal généré par le TCR. Le domaine C de CD4 recrute la tyrosine kinase lck qui est essentielle pour l'activation de nombreuses molécules impliquées dans les voies de signalisation des lymphocytes T activés.

## Rôle du corécepteur CD4 dans l'infection par le VIH-1

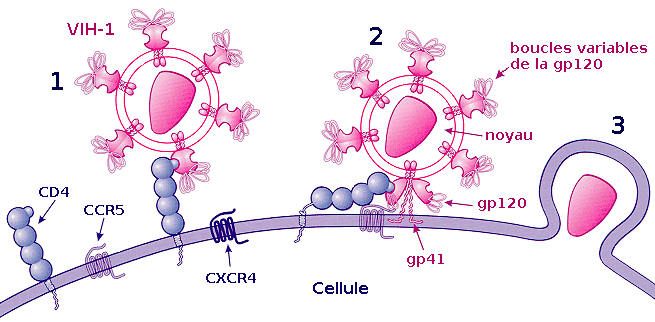
Processus d'attachement du VIH sur un lymphocyte T4 :
1) Fixation de la gp120 au récepteur CD4
2) Fixation d'une boucle variable de la gp120 au co-récepteur et fixation de la gp41 sur la membrane cellulaire
3) Pénétration dans la cellule

CD4 est le récepteur utilisé par le VIH-1 pour infecter ses cellules cibles (les lymphocytes T4, les monocytes et les macrophages),.
Le VIH s'attache à CD4 grâce à une protéine de son enveloppe virale connue sous le nom de gp120. La liaison entre cette protéine et CD4 entraine un changement de conformation de gp120 permettant au virus de se lier à deux autres récepteurs membranaires exprimés par la cellule hôte (les récepteurs CCR5 ou CXCR4 selon que le VIH infecte un macrophage ou un lymphocyte T4). Après le changement structural d'une autre protéine virale (gp41), le VIH insère un peptide de fusion dans la cellule hôte, permettant ainsi la pénétration du virus dans la cellule.
L'infection par le VIH conduit à la réduction progressive du nombre de cellules T exprimant CD4. Le nombre de ces cellules est donc utilisé par les médecins pour suivre la progression de la maladie et l'efficacité des traitements.

## Nombre de cellules CD4+ dans le sang
Le nombre normal de cellules exprimant CD4 est d'environ 1 × 109 /L de sang.

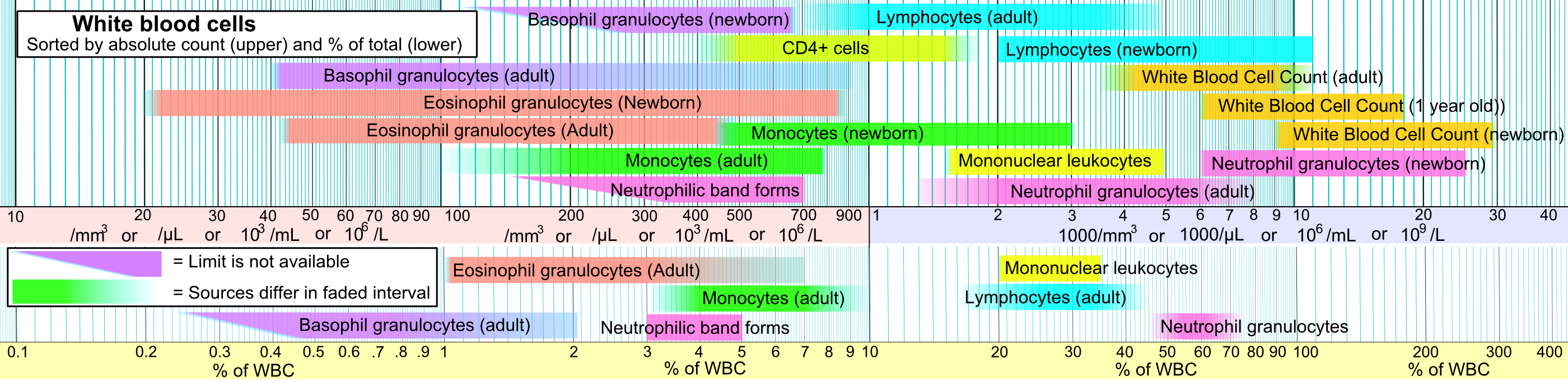
Numération des différents types de cellules blanches dans le sang (CD4+ en jaune-vert).